# Lee Boyd Malvo
Lee Boyd Malvo (mais conhecido como John Lee Malvo ou Malik Malvo; Kingston, Jamaica, 18 de fevereiro de 1985) é um assassino jamaicano-americano condenado que, junto com John Allen Muhammad, cometeu assassinatos em conexões com os ataques de franco-atiradores em Beltway na Área Metropolitana de Washington, durante um período de três semanas, em outubro de 2002. Embora as ações do emparelhamento fossem classificadas como psicopatia atribuível às características de um assassino em série pelos meios de comunicação, com ou sem a sua psicopatia ele se encaixa nessa classificação ou na de um spree killer é debatida pelos pesquisadores. Em 2012, Malvo afirmou que foi abusado sexualmente por John Allen Muhammad.
De acordo com a confissão de Malvo, ele e Muhammad haviam planejado matar seis pessoas brancas uma por dia por um mês a fim de "aterrorizar a nação." Os ataques na cidade acabaram sendo apenas o mais recente de uma série de tiroteios nos Estados Unidos ligadas a esses indivíduos que começaram na Costa Oeste. Muhammad tinha amizade com Malvo desde sua juventude, e tinha o colocado na fúria assassina. De acordo com Craig Cooley, um dos advogados de defesa de Malvo, ele acreditou em Muhammad quando ele lhe disse que o resgate de 10 milhões dólares de procurado do governo dos Estados Unidos para deter os assassinatos o atirador seria usado para estabelecer uma sociedade utópica de cento e quarenta crianças negras sem teto em um composto canadense.

## Biografia
Malvo e sua mãe, Una Sceon James, conheceram John Allen Muhammad em Antígua e Barbuda por volta de 1999, onde Una e Muhammad desenvolveram uma forte amizade. Mais tarde, ela deixou Antígua para Fort Myers, na Flórida, usando documentos falsos. Ela deixou o filho com Muhammad, planejando tê-lo seguindo-a mais tarde. Malvo chegou como um imigrante ilegal em Miami, em 2001, e em dezembro do mesmo ano, ele e sua mãe foram apreendidos pela Patrulha de Fronteira em Bellingham, Washington. Em janeiro de 2002, Malvo foi liberado sob uma fiança de 1.500 dólares. Ele foi pego com Muhammad logo depois. Em 2002, viajou para Bellingham, onde ele vivia em um abrigo com Muhammad e se matriculou na escola com Muhammad erroneamente listado como seu pai, mas ele não fez nenhum amigo, de acordo com seus colegas de classe. Enquanto na área de Tacoma, Washington, de acordo com suas declarações aos investigadores, roubou uma Bushmaster XM-15 de um estabelecimento, e praticaram sua pontaria em um campo de tiro ao lado da loja de armas. De acordo com as leis federais, não estavam legalmente autorizados a adquirir ou possuir armas, com ambos classificados como pessoas proibidas nos termos da Lei de Controle de Armas de 1968.

## Processos criminais
Malvo foi inicialmente preso sob acusações federais, mas elas foram retiradas. Ele foi transferido para custódia em Virginia e enviado para a prisão no condado de Fairfax. Ele foi acusado pelo comunidade de Virginia por dois crimes de capital: o assassinato do analista do FBI Linda Franklin "na prática de um ato de terrorista" (uma adenda à lei da Virgínia que foi adicionada depois dos ataques de 11 de setembro de 2001), e o assassinato de mais de uma pessoa em um período de três anos. Ele também foi acusado de uso ilegal de arma de fogo no assassinato de Franklin. Inicialmente, um advogado de Fairfax, Michael Arif, foi nomeado para representá-lo, junto com Thomas B. Walsh e Mark J. Petrovich. Mais tarde, o proeminente advogado de Richmond Craig Cooley foi nomeado para a equipe e assumiu a liderança no caso. Enquanto estava na prisão, ele fez uma confissão gravada para o detetive Samuel Walker no qual ele afirmou que "a intenção era de matar todos eles."